# Слов'янські мікромови
Слов'янські мікромови (малі літературні мови) — літературно-мовні утворення, які перебувають поза переліком  загальновідомих слов’янських літературних мов великих націй. Термін «літературні мікромови» був запроваджений Олександром Дуліченком наприкінці 1970-х і відтоді закріпився в слов’янознавстві.
Слов’янські мікромови ґрунтуються на діалектах чи говірках периферії певного мовного масиву або на острівному діалекті, мають свою писемність і писемну практику, певний ступінь нормалізації, використовуються в низці галузей, типових для літературних мов, проте в обмеженому обсязі і завжди поряд із національною мовою.

## Перелік мікромов
У генетичному плані кожна мікромова тісно споріднена з однією з великих слов’янських мов. Певні складнощі в цьому напрямку викликає лише Бачвансько-русинська мова.
Південні мікромови, що існують:
- у словенській мові:
  - Прекмурська мова — Прекмур’я (північно-східна Словенія), сусідні райони Австрії
  - Резьянська мова — долина Резья (провінція Фріулі-Венеція-Джулія, Італія)
  - венеційсько-словенська мікромова
- у хорватській мові:
  - кайкавське наріччя
    - кайкавська мікромова — північно-західна Хорватія
    - градищансько-хорватська мікромова (бургенляндсько-хорватська) — земля Бургенланд (Австрія) і суміжні райони Угорщини

  - чакавське наріччя
    - чакавська мікромова — західна, південно-західна, південно-східна Хорватія
    - градищансько-хорватська мікромова (бургенляндсько-хорватська) — земля Бургенланд (Австрія) і суміжні райони Угорщини

  - штокавське наріччя
    - молізько-слов’янська мікромова (молізько-хорватська) — з XV до XVI ст. в області Молізе (Італія), із Далмації.
    - градищансько-хорватська мікромова (бургенляндсько-хорватська) — земля Бургенланд (Австрія) і суміжні райони Угорщини
- у болгарській мові:
  - банатсько-болгарська мікромова — з XVIII ст. у Банаті (Румунія й Сербія)
  - помацька мікромова — болгаромовні мусульмани Греції (помаки)
- у македонській мові:
  - егейсько-македонська мікромова — македонці Греції; був кодифікований 1953 року спеціальної граматикою; на ньому в різних країнах видавалися періодика і книжки, проте натепер не функціонує.

Західні мікромови, що існують:
- у словацькій мові:
  - східнословацька мікромова — мова протестантів Східної Словаччини з середини XVIII ст.
- у чеській мові:
  - ляська мікромова — на ділі мова одного автора — поета Ондри Лисогорського — на основі сілезького діалекту
- у польській мові:
  - віцька мова — на основі польських говірок Литви, намагання з кінця 1980-х.

Східні мікромови, що існують:
- в українській мові:
  - русинська мова — русини Закарпаття, Словаччини, Польщі, Угорщина
  - західнополіська мова (ятвязька) — південно-західна Білорусь
- у білоруській мові:
  - гальшанська мікромова — наприкінці 1980-х на ґрунті місцевих білоруських говірок.

Бачвансько-русинська мова (югославорусинська) — русини Воєводини і Хорватії; хоча генетично належить до словацького мовного масиву, зазнала значного субстратного й адстратного впливу східнослов’янських русинських говірок. За сукупністю критеріїв ця мова обіймає проміжне місце між мікромовами й основними слов’янськими мовами.
До останнього часу було прийнято вважати, що єдиним слов’янським мовним ареалом, де не виникли мікромови, лишається російська. Проте в 21 столітті в Росії пожвавились декілька проектів, серед них можна назвати сибірську й поморську мікромови. Та ще на початку 20 століття були спроби створити літературну донську мову у Всевеликому Війську Донському.

## Острівні й периферійні мікромови
Носії сучасних слов’янських мікромов мешкають (або мешкали) серед інших споріднених чи неспоріднених народів, створюючи етнічні «острови», або на периферії за взаємозв’язком зі своїм корінним етносом. Згідно з цим мікромови можна розділити на острівні й периферійні (останні можуть також зватися регіональними). До острівних мікромов належать: бачвансько-русинська, градищансько-хорватська, молізько-слов’янська, резьянська, яку так само можна схарактеризувати як «напівострівну», банатсько-болгарська; до периферійних мікромов: чакавська, кайкавська, прекмурсько-словенська, східнословацька, ляська, карпаторусинська, західнополіська.

## Функціональна характеристика
Гієрархічність узаємин між національними літературними мовами й мікромовами видно при протиставленні таких внутрішніх ознак, як наявність суворої нормованості в перших і менш суворої — у других, функціонування розвиненої усної норми в національних літературних мов і відсутність (чи слабка розвиненість) її у мікромов (у такому разі усна норма наближена до діалектної мови або відповідає їй), а також зовнішніх ознак, із яких найважливішими є такі: функціональна полівалентність і жанрова необмеженість національних літературних мов — функціональна обмеженість і жанрова вузькість мікромов.
Літературна мікромова у функціональному плані ширша за відповідний діалект: для неї характерна тенденція до випрацювання норм, що потребує значного збагачення словникового складу й ускладення граматичної системи, часто за рахунок іншомовних запозичень, звернення до минулих літературно-мовних традицій, що сторонньо навіть тим діалектам, на яких час від часу видаються авторські поетичні чи прозаїчні тексти. За кожною малою літературною мовою, на відміну від діалекту, який використовується з художньою метою, стоїть більш-менш організований літературно-мовний процес, що сприяє становленню та функціонуванню літератуної мікромови і формує уявлення про неї саме як про літературну мову.
Із точки зору локальних зв’язків слов’янські мікромови розташовуються на слов’янських і неслов’янських мовних ареалах; при цьому одні з них виступають мовними «островами», які є результатом міграції населення в минулому, тоді як інші функціонують на правічному ареалі, себто не відриваюсь від свого генетичного кореня й ареалу в цілому.

## Етнічний фактор
За більшістю слов’янських мікромов стоять не нації, а так звані культурно-мовні й етномовні групи як відгалуження від великих слов’янських етносів-націй.
Периферійні літературні мови функційонують у середовищі культурно-мовних груп, що побутують у межах периферійного (етнічного) ареалу й виокремлюються в його рамках лише місцевими особливостями культурно-історичного та мовного (діалектного) характеру, — такими є чакавці, кайкавці в Хорватії тощо; за острівними літературними мікромовами стоять етно-мовні групи, себто «острови», які являють собою національні меншості, це градищанські хорвати, молізькі слов’яни, банатські болгари та інші (на відміну від культурно-мовних груп, вони характеризуються відчутнішої етнічною й мовною окремішністю). І периферійні, і острівні відгалуження вважають себе невід’ємною частиною відповідних слов’янських етносів-націй: банатські болгари — болгар, чакавці та кайкавці, а також градищанські хорвати й моліазькі слов’яни — хорватів тощо. Про паннонсько-русинську можна казати не тільки як про мікромову, а і як про самостійну слов’янську мову, бо нею послуговується етнічна група, яка претендує на роль народності. Між тим, кордон між мікромовами й самостійними слов’янськими мовами деколи виявляється вельми нечітким, бо «острівна» серболужицька, яка представляє національну меншість у Німеччині, та периферійна до польської кашубська за традицією, що склалася, розглядаються як окремі мови.

## Історія виникнення
Потрібними умовами для виникнення літературних мікромов є: наявність компактності середовища і пов’язана з цим окремішність від основного діалектного континууму, самоусвідомлення мовної й етнічної специфічності, складність діалектного ландшафту, що примушує звернутися до пошуків власної літературної мови (особливо на час формування літературних національних мов) на більш близькій діалектній основі; присутність літературно-мовної передтрадиції на спорідненій або неспорідненій мові, що забезпечило умови для експериментів з уживання рідної мови як літературної; при цьому кількісний фактор не є вирішальним, хоча і впливає на потенційні можливості літературно-мовного процесу. Стимулюючими моментами для виникнення низки слов’янських мікромов були протестантизм (16 ст.), рух за національне відродження слов’янських народів (19 сто.), суб’єктивний фактор, себто діяльність просвітителів, які були б здатні силою свого прикладу, головним чином в області літературної творчості, дати вирішальний поштовх до організації літературно-мовного процесу на своєму діалекті-говірці.
Особливістю периферійних літературних мов є те, що майже всі вони до початкової стадії свого розвитку (до епохи національного відродження) були регіональними варіантами, що конкурували один з одним задля того, щоби стати основою національної літературної мови ще в процесі створення.